# Carlson Buttress
Carlson Buttress (in lingua inglese: Contrafforte Carlson) è un contrafforte roccioso, alto 1.800 m, situato a nordest del 
Worcester Summit sul versante settentrionale della Jaeger Table del Dufek Massif, nei Monti Pensacola in Antartide. 
La denominazione è stata assegnata nel 1979 dall'Advisory Committee on Antarctic Names (US-ACAN) in onore di Christine Carlson, geologa dell'United States Geological Survey (USGS), che aveva lavorato nell'area del Dufek Massif durante l'estate del 1976-77.